# Croissant-Rouge algérien
Pour les articles homonymes, voir CRA.
Le Croissant-Rouge algérien (CRA) (en arabe : الهلال الأحمر الجزائري) est une association d'aide humanitaire algérienne. Elle a pour objectif de venir en aide aux personnes en difficulté en Algérie et à l'étranger. Ses missions fondamentales sont l'urgence, le secourisme, l'Action sociale, la formation, la santé et l'action internationale.
Reconnue d'utilité publique depuis 1962, le Croissant-Rouge algérien est l'une des 190 sociétés nationales du Mouvement international de la Croix-Rouge et du Croissant-Rouge. 

## Histoire
Le Croissant-Rouge algérien est créé en pleine guerre d'Algérie. Début septembre 1956, le Comité de coordination et d'exécution (CCE) mandate Abdelkader Chengriha pour le projet de création. Ce dernier, confie la rédaction à Boumédiene Bensmaïn et Abdellah Merad. Le CCE approuve le projet en décembre. Le premier comité du CRA se réunit à Tanger le 29 décembre 1956, présidé par Me Omar Boukli Hacène. Le 7 janvier 1957, les statuts du CRA sont déposés à la préfecture de Tanger.
Le CRA n'était pas reconnu officiellement par le CICR, car les conditions de reconnaissance n'étaient pas remplies. À l'indépendance de l'Algérie, le CICR reconnaît officiellement le CRA le 4 juillet 1963.

## Les domaines d'action du Croissant-Rouge algérien

### Urgence et secourisme

#### Véhicules
Les véhicules sont blancs marqués d’une bande jaune rétroréfléchissante. La mention « Croissant-Rouge algérien » est portée sur les deux flancs du véhicule, ainsi que sur le capot et sur la vitre arrière. 

### Formation
La Croissant-Rouge algérien est un acteur incontournable dans le champ de la prévention des risques et premiers secours a ainsi pour mission de répondre aux besoins des entreprises, organismes et collectivités. 
Le CRA propose des formations de :
- Sauvetage-secourisme du travail et recyclage (SST) ;
- Formations à la défibrillation automatisée externe.

### Action internationale
À l'international, le CRA mène des missions de secours aux victimes de catastrophes ainsi que des actions humanitaires et de développement.

## Dirigeants
- Omar Boukli-Hacène (1957-1958)
- Mostefa Benbahmed (1958-1963)
- Mouloud Belaouane (1969-1994)
- Said Ayachi (1994-2000)
- Abdelkader Boukhroufa  (2000-2004)
- Mohamed-Salah Badouna (2004-2005)
- Hamou Benzeguir  (2007-2012)
- Comite provisoire de direction (2012-2014), dont la période 2013-2014 placée sous la responsabilité d'Abdellah Touafek[3]
- Saïda Benhabyles (2014-2022)[4]
- Ibtissem Hamlaoui (depuis 12 mai 2022)[5]